# Мальопус
Мальопус або MAL'OPUS — українське видавництво, що спеціалізується на локалізації коміксів.

## Історія
Видавництво засноване 2018 року, починало свій шлях із коміксів Marvel, згодом розширивши спеціалізацію на артбуки, манґи, книжки та тематичні кулінарні книги.
В 2019 році видавництво адаптувало українською комікси «Рукавиця нескінченності», «Дедпул проти Таноса», «Місто гріхів: Важке прощання», «Росомаха. Старий Лоґан».
У 2020 році було видано 11 коміксів, за підсумками року Мальопус увійшло в п'ятірку українських видавництв коміксів з найбільшим валовим прибутком.
Однією зі спеціалізацій видавництва є тематичні кулінарні книги. «Мальопус» публікував збірки рецептів, натхненні всесвітом «Гаррі Поттера», «Відьмака», «Володаря перснів», телесеріала «Друзі», серії відеоігор «The Elder Scrolls», «Fallout», а також рецепти з аніме та інші.
Станом на  2024 рік видавництво вже видало 70 видань.
Співпрацює з Marvel, Dark Horse, Oni Press, Insight Editions, Titan Books, Ubisoft, Square Enix, Shinchosha, Kadokawa, Ki-oon та багатьма іншими видавцями.

## Суспільна позиція
У 2024 році «Мальопус» приєднався до флешмобу українських видавництв проти спроб закріпити в Україні систему транслітерації з японської мови на основі системи Поліванова. Видавництво різко розкритикувало результати наукового семінару Інституту сходознавства НАН України і закликало переглянути прийняте рішення.
У 2025 році видавництво скасувало запланований реліз манґи «Вуаль» японської авторки Ікумі Фукуди після хвилі обурення з боку читачів. Причиною стало те, що головний герой твору — персонаж на ім'я Алєксандр — мав риси, що нагадували російського поліцейського, хоча правовласники запевняли, що дія відбувається у вигаданому світі. У «Мальопусі» заявили, що «творам, що глорифікують росіян та їхні силові структури, не місце на українському ринку».

## Галерея

Презентація видавництва на фестивалі «Comic Con Ukraine 2019» (21 вересня 2019 року).
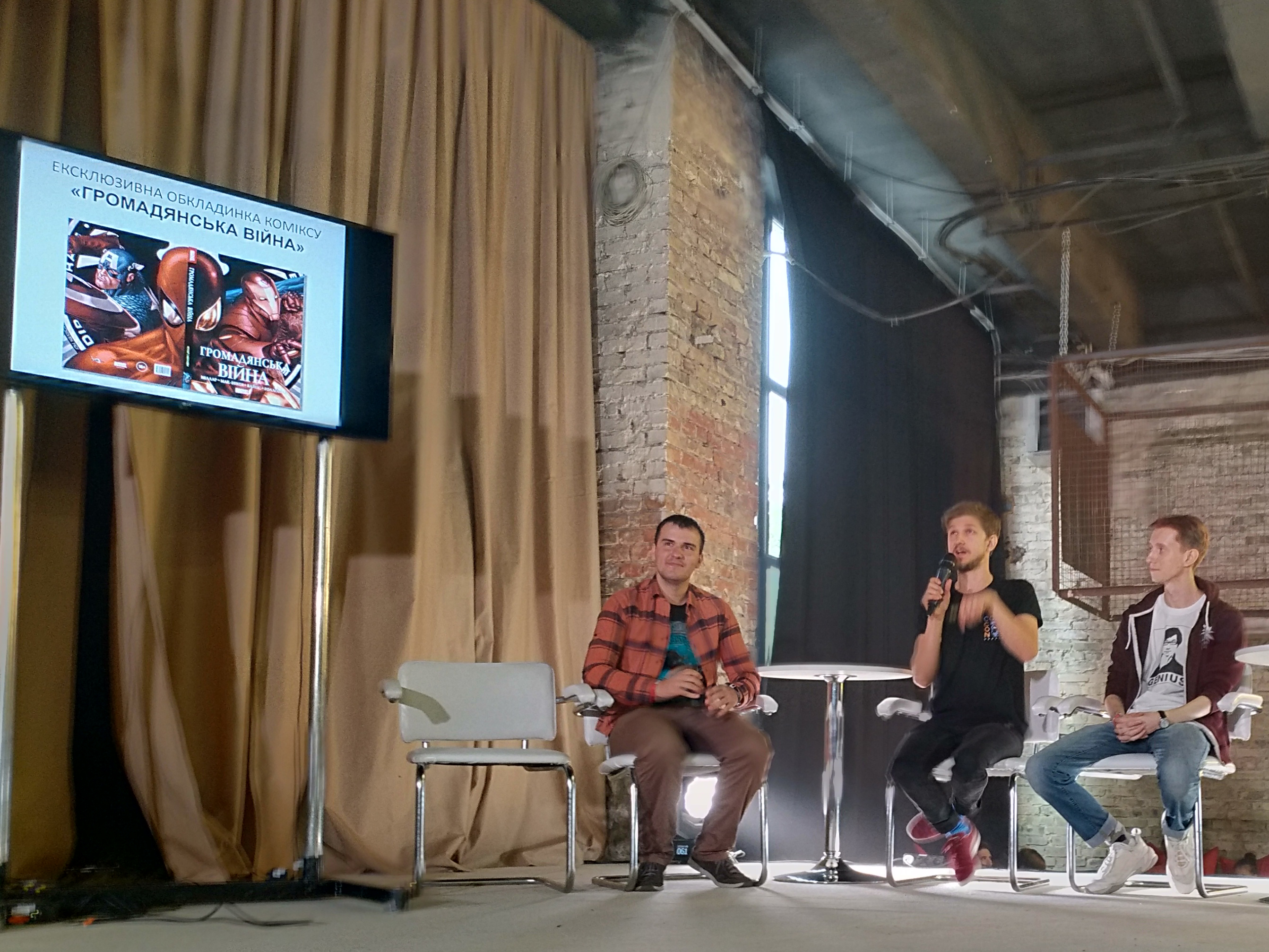
Денис Скорбатюк, Дмитро Данилюк та Роман Бугайчук.
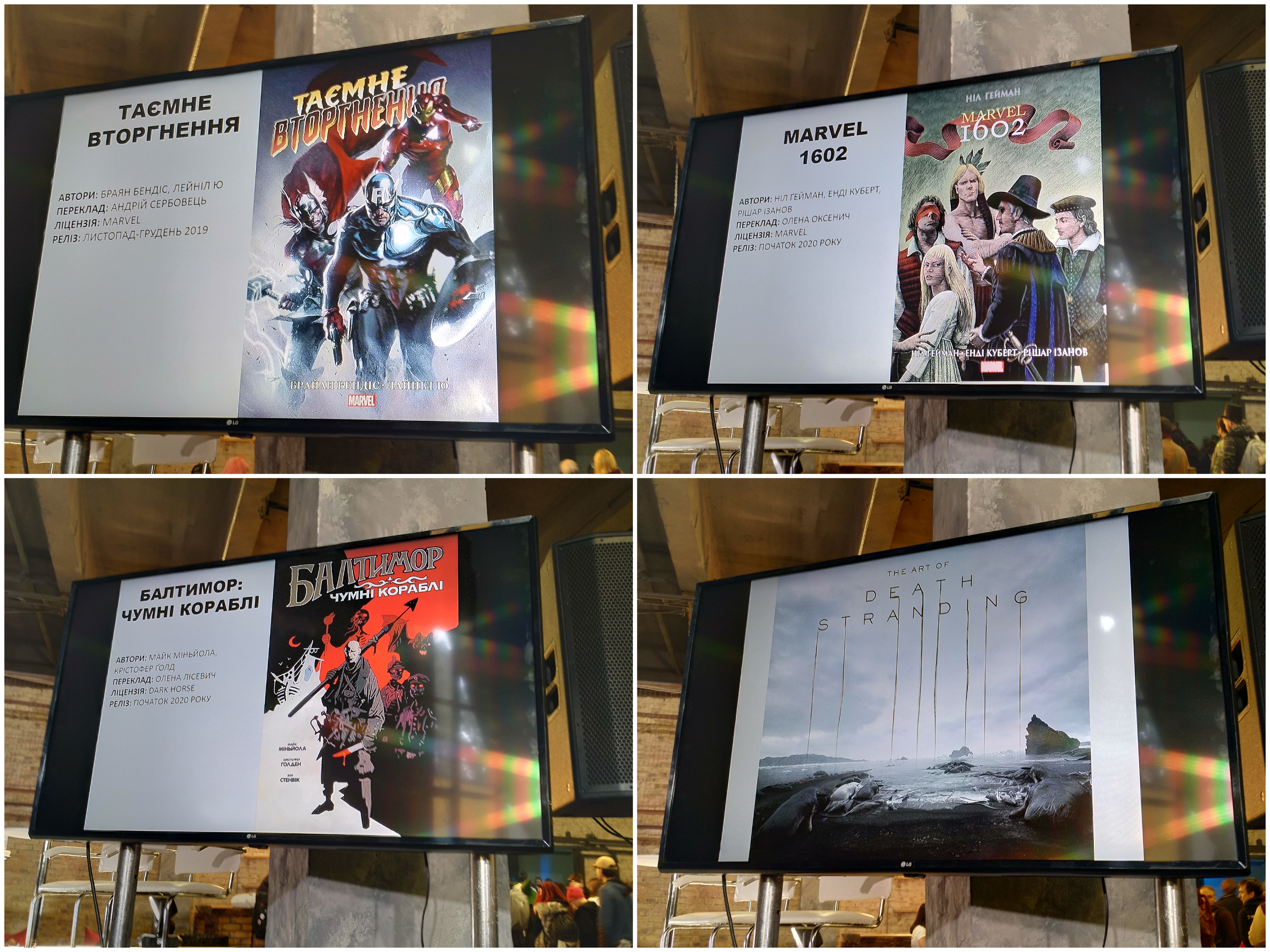
Анонс прийдешніх коміксів на презентації.